# St. Maria (Köchstedt)

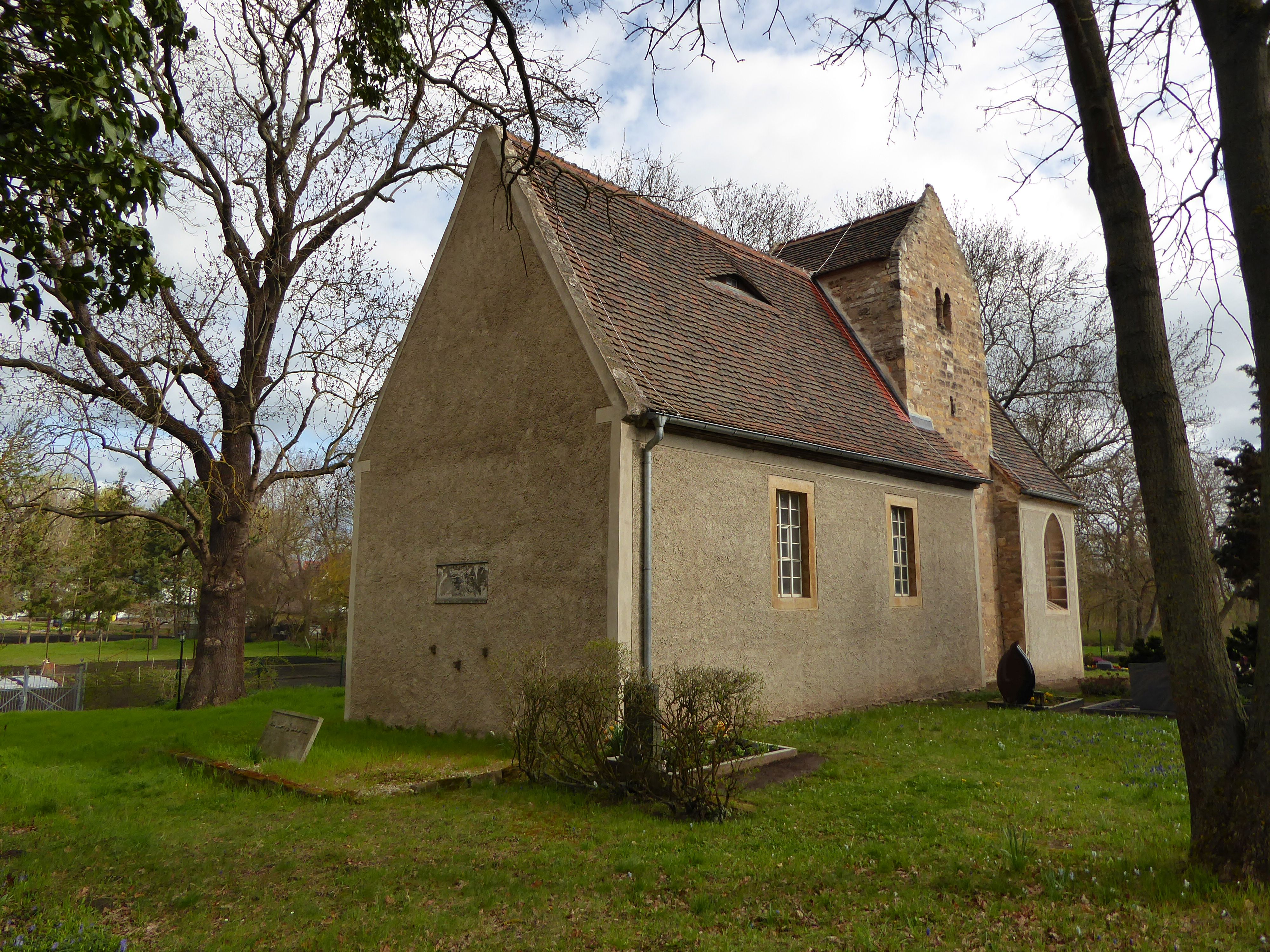
St. Maria in Köchstedt

St. Maria ist eine denkmalgeschützte evangelische Kirche im Ortsteil Köchstedt der Gemeinde Teutschenthal in Sachsen-Anhalt. Im örtlichen Denkmalverzeichnis ist sie unter der Erfassungsnummer 094 55040 als Baudenkmal verzeichnet.

## Kirche
Das der Maria geweihte Sakralgebäude ist eine romanische Ostturmkirche. An der Ostseite wurde an Stelle der romanischen Apsis ein gotischer Chor gebaut. Dadurch befindet sich der Kirchturm heute in der Mitte des Gebäudes. Die Kirche ist ein verputztes Bruchsteinbauwerk, das im Kern aus der zweiten Hälfte des 12. Jahrhunderts stammt; der Chor ist im 14. Jahrhundert, das Schiff wohl im 18. Jahrhundert erhöht worden. Im Innern ist das Bauwerk durch eine Holztonne geschlossen und mit einer zweiseitigen Empore versehen.
Die Kirche wurde zuletzt im Jahr 2002 saniert, wobei sie frisch verputzt und das Dach neu gedeckt wurde. Zuvor war sie beim Gebirgsschlag von Teutschenthal im Jahr 1996 leicht beschädigt worden, wobei Risse entstanden, die man in den Jahren 1998 und 1999 reparierte. Der Chor weist eine spitzbogige Öffnung zum Turm hin auf, das Schiff eine rundbogige.

## Kriegerdenkmal
Das aus zwei Gedenktafeln und einer Sitzbank bestehende Kriegerdenkmal für die Gefallenen des Ersten Weltkriegs befindet sich an der Westseite der Kirche. Auf beiden Tafeln befindet sich die gleiche Inschrift: Es starben für ihr Vaterland, es folgt die Nennung der sieben Gefallen mit Sterbedatum und Todesort, sowie Den Toten in Treue – die dankbare Heimat. Vermutlich wurde die Gedenkstätte von Paul Horn in den 1930er Jahren geschaffen.
Ob die zweite Gedenktafel eine Kopie der älteren aufgrund der Verwitterung ist oder ob diese zur Gedenkanlage an der ehemaligen Kaserne gehörte, ist ungeklärt.

## Ausstattung
Die Orgel stammt von August Apel aus Querfurt. Sie wurde fälschlicherweise lange Zeit Johann Gottfried Kurtze zugeschrieben. 2006 wurde sie durch Thomas Schildt (Halle) restauriert. Die Kanzel wird in das 17. Jahrhundert datiert. Ebenso soll die zweiseitige Empore vor dem Jahr 1700 entstanden sein. Der Altaraufsatz stammt aus dem frühen 18. Jahrhundert. Taufgestell und Lesepult entstanden um das Jahr 1720, die Patronatsempore an der Nordwand des Chores um 1750.